# فرودگاه واری
فرودگاه واری  (به انگلیسی: Warri Airport)  یک فرودگاه همگانی  با کد یاتا QRW است که یک باند فرود سنگفرش دارد و طول باند آن ۱۸۰۰ متر است. این فرودگاه در  کشور نیجریه قرار دارد .

## شرکت‌های هواپیمایی و مقصدهای پروازی
| شرکت‌های هواپیمایی | مقصدهای پروازی                              |
| ----------------- | ------------------------------------------- |
| Aero Contractors  | مرتلا محمد، پایگاه نیروی هوایی پورت هارکورت |
| آریک ایر          | ننامدی آزیکیوه، مرتلا محمد                  |